# 悟真寺 (長崎市)
悟真寺（ごしんじ）は長崎県長崎市にある浄土宗の寺院。正式名称は終南山光明院悟真寺。本尊は明国由来と伝えられる阿弥陀三尊像。長崎市に現存する最古の寺院である。

## 歴史
1580年（天正8年）、長崎はキリシタン大名の大村純忠によってイエズス会に寄進され、その結果多くの神社仏閣が打ち壊された。
1587年（天正15年）、豊臣秀吉はバテレン追放令を発令し、翌年にはイエズス会から長崎を接収し天領としたが、それでもなお長崎はキリシタンの勢いが強く、仏教は廃れていた。その現状を重く見た筑後国・久留米善導寺の僧聖誉玄故は、1596年（慶長元年）に仏教再興を図るべく来崎。山里村の庄屋一徳と共に、仏教布教の拠点となる寺院創建を長崎奉行所に願い出て、1598年（慶長3年）肥前国彼杵郡淵村稲佐郷の岩屋山神宮寺支院跡地に本寺を創建した。創建後まもなく、長崎で貿易を行っていた明国商人の欧華宇と張吉泉が帰依し、当時長崎唯一の寺院であった本寺を菩提寺とした。1602年（慶長7年）には長崎奉行により本寺境内に100間四方の朱印地を与えられ、唐人墓地が設けられた。以後、寺請制度の整備により華僑独自の菩提寺である興福寺・福済寺・崇福寺創建まで、本寺が長崎における華僑の菩提所となった。
本寺は海と山を挟まれた高台に位置していることから、創建後幾度となく暴風雨の襲来を受けている。本堂は1814年（文化11年）の再建以後、大正時代までに4度修復を受けた記録が残っている。1945年（昭和20年）8月9日の原爆では本堂や鐘楼が全壊、赤門（竜宮門）も半壊した。そのうち、本堂は1959年（昭和34年）に再建されている。

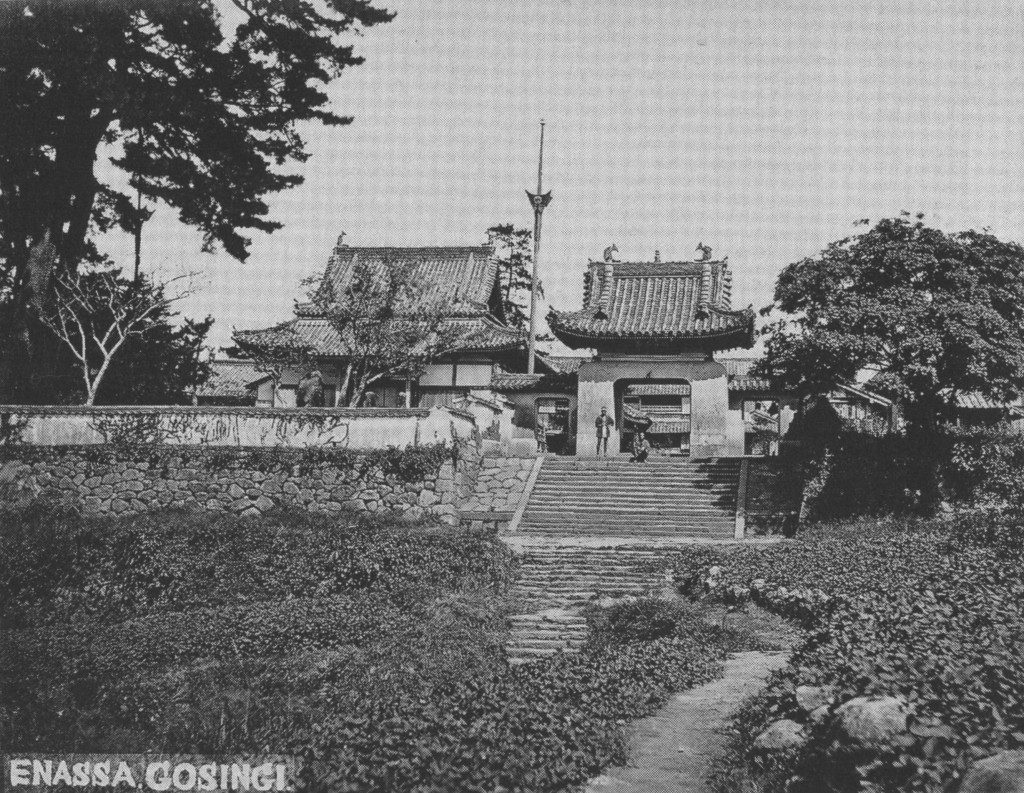
1874年ごろ撮影の悟真寺。中央の赤門（竜宮門）は現存するが、左手に見える本堂は1945年の原爆投下で全壊した。
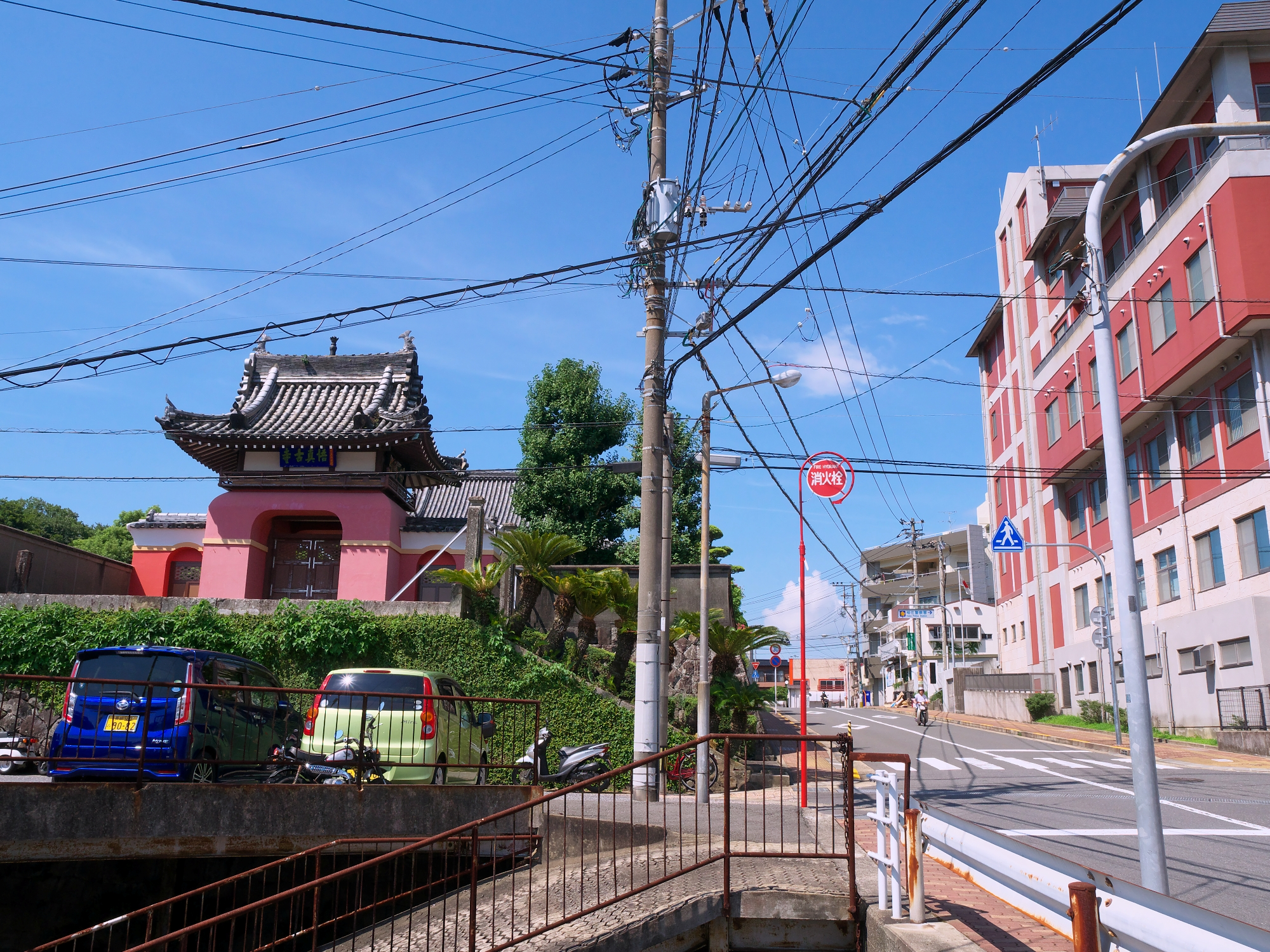
1874年の写真と同一方向から眺めた現在の悟真寺。戦後の道路拡張工事に伴い赤門は西側（山側、写真では左側）に移設された[9]。
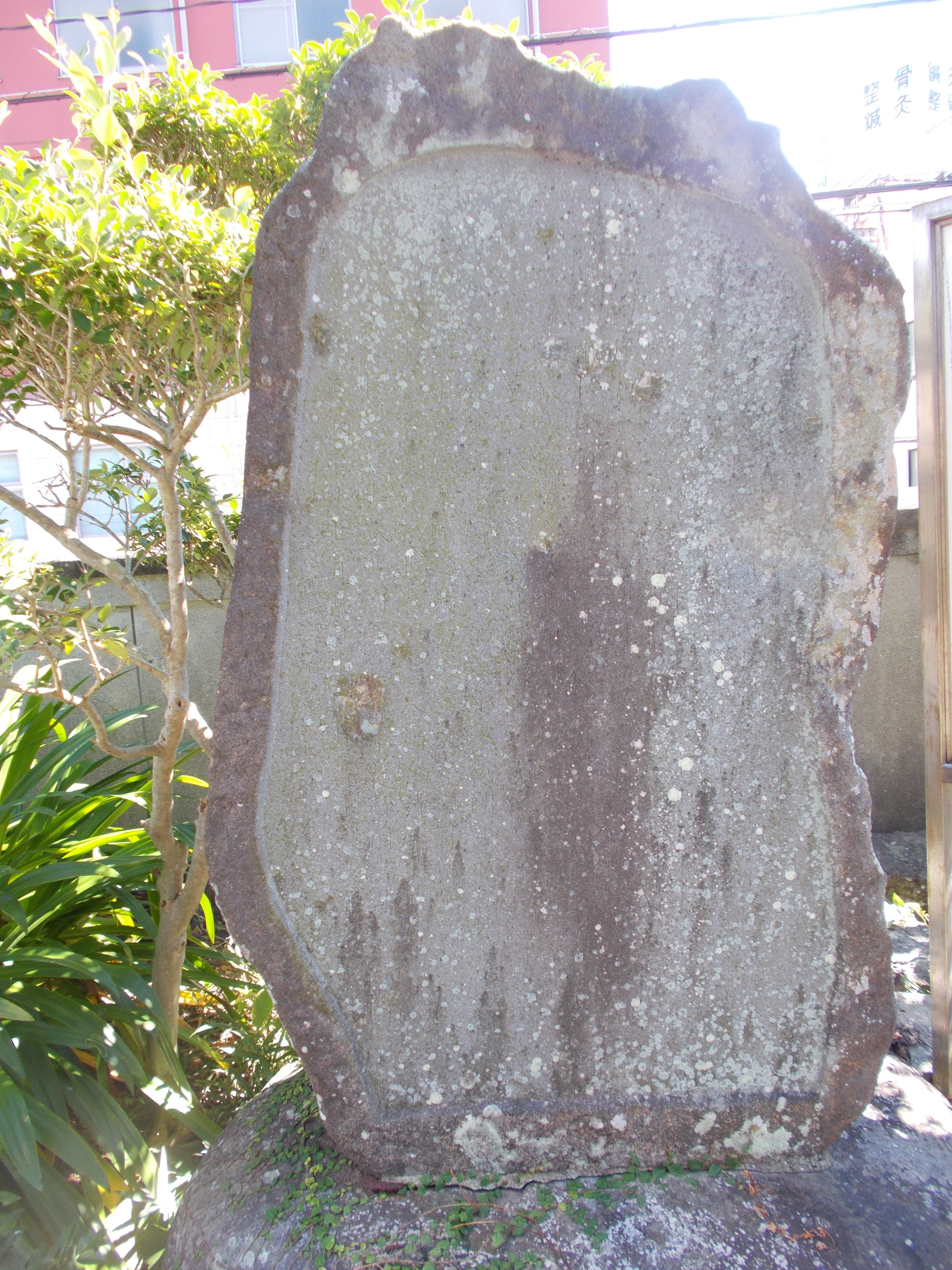
比翼塚。博多の豪商で処刑された伊藤小左衛門と、後を追って死んだと言われる遊女を弔ったとされる。

## 外国人墓地

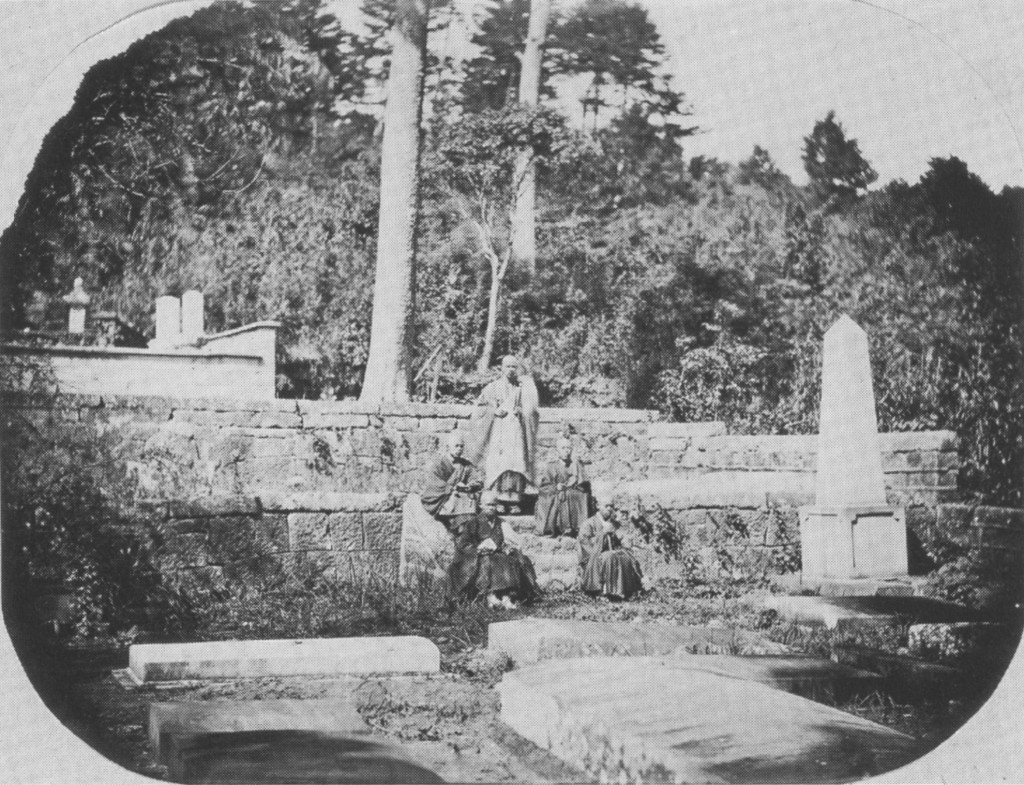
1865‐1866年頃に撮影された
オランダ人墓地

悟真寺の敷地周辺には日本人の墓地の他に、「唐人墓地」、「オランダ人墓地」、「ロシア人墓地」、「稲佐国際墓地」の4つの外国人墓地が存在する（稲佐悟真寺国際墓地）。これらは現在も悟真寺住職により管理されており、仏教寺院境内に仏教・道教・キリスト教・イスラム教の異なる宗教の墓地が併存する珍しい形態となっている。
1602年（慶長7年）、長崎在住の唐人らは、貿易のため長崎を訪れていた商人や、明からの政治亡命者の死没者のための墓地開設を当時の長崎代官であった末次平蔵に請願。その結果、菩提寺であった悟真寺の隣接地に唐人墓地が開設された。
1649年（慶安2年）には、それまで水葬とされていた在留オランダ人の死没者の埋葬が許されるようになり、本寺の唐人墓地の一角にオランダ人墓地が開設された。
以降、1858年（安政5年）にはロシア人を埋葬するロシア人墓地が、翌1859年（安政6年）にはオランダ人・ロシア人以外の外国人を埋葬する稲佐国際墓地が開設された。なお、後者は長崎港東岸の外国人居留地と遠く離れており不便なことから、1861年（文久元年）には大浦国際墓地が居留地近隣に開設されている。

## 文化財
長崎市指定史跡
- 唐人墓地祭場所石壇（とうじんぼちまつりばしょいしだん）[5]
- 浦上村渕庄屋志賀家墓地（うらかみむらふちしょうやしがけぼち）[6]
- 唐通事潁川家初代墓地（とうつうじえがわけしょだいぼち）[7]

## アクセス
- 長崎自動車（長崎バス）「悟真寺前」バス停下車。

## 周辺
- 稲佐警察署
- 長崎市立朝日小学校
- 長崎市立丸尾中学校